# Håkan Engström (konstnär)
Karl Håkan Engström, född 13 juli 1908 i Sandviken, död 23 november 1987 i Lund, var en svensk konstnär.
Han var son till köpmannen O.G. Engström och Emma Fredrika Jernström samt från 1940 gift med Valborg Sigrid Eneström.
Engström bedrev självstudier under resor till Frankrike, Spanien och Mallorca. Separat ställde han ut på Modern konst i hemmiljö i Stockholm och han medverkade i ett flertal samlingsutställningar bland annat med Sveriges allmänna konstförening. Hans konst består av geometriska kompositioner, interiörer, stadsmotiv och landskapsmålningar i olja. Engström är representerad vid Nationalmuseum med målningen Södra Mälarstrand och vid Stockholms stadsmuseum, Ystads museum samt i Gustav VI Adolfs samling. Han är begravd på Norra kyrkogården i Lund.